# KControl
Das KDE-Kontrollzentrum alias KControl war das zentrale Programm zur Konfiguration der K Desktop Environment.
Das Kontrollzentrum besteht aus mehreren Modulen, die separate Anwendungen darstellen, aber vom Kontrollzentrum geordnet und einheitlich dargestellt werden. Der modulare Aufbau ermöglicht dabei, beliebige Erweiterungen in das Kontrollzentrum einzubauen.
Die Einstellungen, die standardmäßig im Kontrollzentrum vorgenommen werden können, beziehen sich auf
- die angeschlossenen Geräte
- das Erscheinungsbild von KDE
- die KDE-Komponenten wie den KDE-Diensten
- die regionalen Einstellungen und Zugangshilfen
- die Sicherheit
- den Konqueror
- den Soundserver
- allgemeine Systemmerkmale wie den Anmeldemanager KDM und die Uhrzeit

Ab der Version 4.0 der KDE Software Compilation (ehemals K Desktop Environment) hat das Programm System Settings („Systemeinstellungen“) KControl ersetzt.